# Beckengeld
Als Beckengeld wurde im 17. und 18. Jahrhundert der Teil des Soldes der Soldaten bezeichnet, der zur Bestreitung der Kosten des Sanitätsmaterials, teilweise auch zur Bezahlung der Feldscherer, durch das Regiment einbehalten wurde.